# Whitsunday Island
Whitsunday Island è la maggiore delle isole Whitsunday; è situata nel mar dei Coralli al largo della costa centrale del Queensland, in Australia. La superficie dell'isola è di 109 km², la sua altezza massima è quella del monte Whitsunday, 435 m.
L'isola, che si trova al centro del Whitsunday Island National Park, è raggiungibile in barca dai porti turistici continentali di Airlie Beach e Shute Harbour. Contiene molte destinazioni popolari tra cui le magnifiche spiagge di Spiaggia di Whitehaven e Hill Inlet.
L'isola è stata denominata dal capitano James Cook all'inizio del giugno 1770.